# Estados Unidos en la Copa de Oro de la Concacaf 2013
La Selección de Estados Unidos fue uno de los 12 países participantes de la Copa de Oro de la Concacaf 2013 que se realizó en su propio país durante el mes de julio.
Estados Unidos comenzó su participación ganando el grupo C de manera invicta y venciendo en el resto de los partidos de la segunda fase. En la gran final, Estados Unidos venció a Panamá por 1 a 0 con gol de Brek Shea, y de esta forma, conquistó su quinto título continental, algo que no lo conseguía desde la edición de 2007.

## Preparación
El 27 de junio de 2013, Jürgen Klinsmann nombró la nómina de 23 jugadores, quienes van a representar a Estados Unidos en la competición.
El 5 de julio de aquel año en San Diego, se disputó un encuentro amistoso ante Guatemala, dónde sirvó de preparación para la Copa de Oro y terminó con un marcador favorable para los norteamericanos por 6-0, con goles de Hérculez Gómez, Chris Wondolowski, Clarence Goodson, Alejandro Bedoya y 2 de Landon Donovan.

## Plantel
| #    | Nombre                | Posición      | Edad | PJ Sel | Club                 |
| ---- | --------------------- | ------------- | ---- | ------ | -------------------- |
| 1    | Nick Rimando          | Portero       | 34   | 7      | Real Salt Lake       |
| 2    | Edgar Castillo        | Defensa       | 26   | 11     | Tijuana              |
| 3    | Corey Ashe            | Defensa       | 27   | 0      | Houston Dynamo       |
| 4    | Michael Orozco Fiscal | Defensa       | 27   | 5      | Puebla               |
| 5    | Oguchi Onyewu         | Defensa       | 31   | 67     | Málaga               |
| 6    | Joe Corona            | Mediocampista | 23   | 5      | Tijuana              |
| 7    | DaMarcus Beasley      | Defensa       | 31   | 104    | Puebla               |
| 8    | Mikkel Diskerud       | Mediocampista | 22   | 4      | Rosenborg Ballklub   |
| 9    | Hérculez Gómez        | Delantero     | 31   | 22     | Tijuana              |
| 10   | Landon Donovan        | Delantero     | 31   | 145    | Los Angeles Galaxy   |
| 11   | Stuart Holden         | Mediocampista | 27   | 20     | Bolton Wanderers     |
| 12   | Sean Johnson          | Portero       | 24   | 3      | Chicago Fire         |
| 13   | Tony Beltran          | Defensa       | 25   | 1      | Real Salt Lake       |
| 14   | Kyle Beckerman        | Mediocampista | 31   | 25     | Real Salt Lake       |
| 15   | Michael Parkhurst     | Defensa       | 29   | 16     | F. C. Augsburgo      |
| 16   | José Francisco Torres | Mediocampista | 25   | 21     | Tigres de la UANL    |
| 17   | Will Bruin            | Delantero     | 23   | 2      | Houston Dynamo       |
| 18   | Jack McInerney        | Delantero     | 20   | 0      | Philadelphia Union   |
| 19   | Chris Wondolowski     | Delantero     | 29   | 10     | San Jose Earthquakes |
| 20   | Alejandro Bedoya      | Mediocampista | 26   | 15     | Helsingborgs IF      |
| 21   | Clarence Goodson      | Defensa       | 31   | 37     | Brøndby IF           |
| 22   | Bill Hamid            | Portero       | 22   | 1      | D.C. United          |
| 23   | Brek Shea             | Mediocampista | 23   | 17     | Stoke City           |
| 24   | Omar González         | Defensa       | 24   | 11     | Los Angeles Galaxy   |
| 25   | Matt Besler           | Defensa       | 26   | 7      | Sporting Kansas City |
| 26   | Eddie Johnson         | Delantero     | 29   | 53     | Seattle Sounders FC  |
| 27   | Alan Gordon           | Delantero     | 31   | 1      | San Jose Earthquakes |
| D.T. | Jürgen Klinsmann      |               |      |        |                      |

## Resultados

### Primera fase

#### Grupo C
| Equipo         | Pts | PJ | PG | PE | PP | GF | GC | Dif |
| -------------- | --- | -- | -- | -- | -- | -- | -- | --- |
| Estados Unidos | 9   | 3  | 3  | 0  | 0  | 11 | 2  | 9   |
| Costa Rica     | 6   | 3  | 2  | 0  | 1  | 4  | 1  | 3   |
| Cuba           | 3   | 3  | 1  | 0  | 2  | 5  | 7  | -2  |
| Belice         | 0   | 3  | 0  | 0  | 3  | 1  | 11 | -10 |

| 9 de julio de 2013 - 23:00 (UTC-4) | Belice      | 1:6 (1:3) | Estados Unidos                                                           | Jeld-Wen Field, Portland                                     |                                                              |
|                                    | Gaynair 39' | Reporte   | - Wondolowski 11' 36' 40' - Holden 57' - Orozco 71' - Donovan 75' (pen.) | Asistencia: 18 724 espectadores Árbitro(s): Héctor Rodríguez | Asistencia: 18 724 espectadores Árbitro(s): Héctor Rodríguez |

| 13 de julio de 2013 - 15:30 (UTC-4) | Estados Unidos                                            | 4:1 (1:1) | Cuba          | Rio Tinto Stadium, Sandy                                 |                                                          |
|                                     | - Donovan 45+1' (pen.) - Corona 56' - Wondolowski 65' 84' | Reporte   | - Alfonso 35' | Asistencia: 17 597 espectadores Árbitro(s): David Gantar | Asistencia: 17 597 espectadores Árbitro(s): David Gantar |

| 16 de julio de 2013 - 20:00 (UTC-4) | Estados Unidos | 1:0 (0:0) | Costa Rica | Rentschler Field, East Hartford                               |                                                               |
|                                     | Shea 81'       | Reporte   |            | Asistencia: 25 432 espectadores Árbitro(s): Courtney Campbell | Asistencia: 25 432 espectadores Árbitro(s): Courtney Campbell |

#### Cuartos de final
| 21 de julio de 2013 - 16:00 (UTC-4) | Estados Unidos                                                           | 5:1 (2:1) | El Salvador       | M&T Bank Stadium, Baltimore                                   |                                                               |
|                                     | - Goodson 21' - Corona 29' - E. Johnson 60' - Donovan 78' - Diskerud 84' | Reporte   | Zelaya 39' (pen.) | Asistencia: 70 540 espectadores Árbitro(s): Enrico Wijngaarde | Asistencia: 70 540 espectadores Árbitro(s): Enrico Wijngaarde |

#### Semifinales
| 24 de julio de 2013 - 19:00 (UTC-4) | Estados Unidos                     | 3:1 (2:0) | Honduras   | Cowboys Stadium, Arlington                                 |                                                            |
|                                     | - E. Johnson 11' - Donovan 27' 53' | Reporte   | Medina 52' | Asistencia: 81 410 espectadores Árbitro(s): Walter Quesada | Asistencia: 81 410 espectadores Árbitro(s): Walter Quesada |

#### Final
| 28 de julio de 2013, 16:00 (UTC-4) | Estados Unidos | 1:0 (0:0) | Panamá | Soldier Field, Chicago                                   |                                                          |
|                                    | Shea 68'       | Reporte   |        | Asistencia: 57 920 espectadores Árbitro(s): Joel Aguilar | Asistencia: 57 920 espectadores Árbitro(s): Joel Aguilar |

## Goleadores[5]
| Jugador               | Goles |
| --------------------- | ----- |
| Chris Wondolowski     | 5     |
| Landon Donovan        | 5     |
| Brek Shea             | 2     |
| Eddie Johnson         | 2     |
| Joe Corona            | 2     |
| Stuart Holden         | 1     |
| Michael Orozco Fiscal | 1     |
| Clarence Goodson      | 1     |
| Mikkel Diskerud       | 1     |

## Premios
| Jugador           | Premio       |
| Landon Donovan    | Balón de Oro |
| Chris Wondolowski | Bota de Oro  |
| Landon Donovan    | Bota de Oro  |
| ----------------- | ------------ |